# 栗栖ゆきな
栗栖 ゆきな（くりす ゆきな、1977年11月10日 - ）は、日本の元女優、元タレント。東京都出身。血液型はAB型。東京都立永山高等学校卒業。

## 略歴
プチスマイルに所属しテレビ番組やゲームなどに出演。
1996年には、『ビーファイターカブト』で、鮎川蘭/BFテントウ役として初のレギュラー出演。
1998年には、「Babble Bunny」のメンバーとしてデビュー、1999年ごろに所属事務所を退社し、芸能界を引退。

## 出演

### テレビ
- ミュージックステーション just fit 相談室（主演）（1995年）
- ビーファイターカブト（1996年‐1997年） - 鮎川蘭 / BFテントウ 役
- ウルトラマンティガ第42話「少女が消えた街」（1997年） - カレン 役
- ツインズな探偵（1999年）
- 中央競馬ダイジェスト（フジテレビ）

### ラジオ
- 私がラジオスター（アシスタント、文化放送）

### CM
- 富士通「FMV」
- フルーツ&キャロット キャンプ編（1995年）

### ゲーム
- ザ・キング・オブ・ファイターズ'97（1997年） - 麻宮アテナ 役（声の出演）[2][3][4]
- ザ・キング・オブ・ファイターズ 京（1998年） - 麻宮アテナ 役（声の出演）

### ドラマCD
- NEO-GEO DJ Station SPECIAL 〜ラジオドラマ編〜（1997年） - 麻宮アテナ 役
- ザ・キング・オブ・ファイターズ'97 ドラマCD 〜宿命編〜（1997年） - 麻宮アテナ 役